# Fuentetecha
Fuentetetecha es una localidad  y también una pedanía españolas de la provincia de Soria partido judicial de Soria,  Comunidad Autónoma de Castilla y León, España. Pueblo de la Comarca de Campo de Gómara pertenece al municipio de Candilichera.

## Geografía
Esta pequeña población de la comarca de Campo de Gómara está ubicada en el centro de la provincia de Soria, al este de la capital y separada por la sierra de Santa Ana.

### Comunicaciones
Localidad situada entre las carreteras nacionals N-234 de Soria a Calatayud, entre Duáñez y Ojuel; y la N-122, de Soriaa Tarazona, entre Fuensaúco y Aldealpozounidas por la local SO-P-2005. Un camino parte en dirección este hacia Tozalmoro, otro hacia Duáñez a poniente.

## Historia
Sobre la base de los datos del censo de Pecheros de 1528, en el que no se contaban eclesiásticos, hidalgos y nobles, se registra la existencia 16 pecheros, es decir unidades familiares que pagaban impuestos.
A la caída del Antiguo Régimen la localidad se constituye en municipio constitucional, conocido entonces como Fuentelecha en la región de Castilla la Vieja, en el partido de Soria,  que en el censo de 1842 contaba con 25 hogares y 98 vecinos, para posteriormente integrarse en Candilichera.

## Demografía
En el año 1981 contaba con 57 habitantes, concentrados en el núcleo principal, pasando a 34 en 2014, 21 varones y 13 mujeres.
| Gráfica de evolución demográfica de Fuentetecha entre 2000 y 2010                                |
|                                                                                                  |
| Población de derecho (2000-2010) según los censos de población del INE a 1 de enero de cada año. |